# Hexomyza schineri
Hexomyza schineri är en tvåvingeart som beskrevs av Giraud 1861. Hexomyza schineri ingår i släktet Hexomyza och familjen minerarflugor. Arten är reproducerande i Sverige. Inga underarter finns listade i Catalogue of Life.